# アール・トムソン
アール・トムソン（Earl John Thomson, 1895年2月15日 - 1971年4月19日）は、カナダの陸上競技選手。1920年アントワープオリンピックの金メダリストである。

## 経歴
トムソンは、カナダ中部のサスカチュワン州出身で、8歳のときにアメリカのカリフォルニア州南部へ、母親のために暖かい場所を求めて家族で移住した。
その後、トムソンはアメリカでもトップクラスの110mハードルの選手として成長。彼の家族にはアメリカの市民権がなかったため、カナダ代表として1920年アントワープオリンピックに出場を申し込み、喜んでカナダチームの一員となる。
アントワープオリンピックの110mハードルに出場したトムソンは、14.8秒の世界新記録でハロルド・バロンやフレデリック・マレーといったアメリカのライバルたちを寄せ付けず、金メダルを獲得した。翌1921年にはAAU（全米体育協会）、IC4A、全米学生選手権の3大会を制覇。しかし、1922年のAAU大会で3位となり、競技から引退した。
後にトムソンはメリーランド州アナポリスにある海軍兵学校の陸上のコーチに就任。36年間勤め上げた。

## 関連書籍
- ロベルト・L・ケルチェターニ著 『近代陸上競技の歴史 1860-1991 誕生から現代まで<男女別>』 ベースボール・マガジン社 1992年、29ページ ISBN 4-583-02945-4